# روبرت مانويل (سياسي)
روبرت مانويل (بالفرنسية: Robert Manuel)‏ هو دبلوماسي وسياسي هايتي، ولد في 1953. انتخب رئيس وزراء هايتي.